# Шатковський район
Шатковський район (рос. Шатковский район) — адміністративно-територіальна одиниця (район) та муніципальне утворення (муніципальний район) у південній частині Нижньогородської області Росії.
Адміністративний центр — робітниче селище Шатки.

## Історія
Район було утворено 1929 року.

## Населення
| 1939    | 1959    | 1970    | 1979    | 1989    | 2002    | 2008    |
| ------- | ------- | ------- | ------- | ------- | ------- | ------- |
| 50 504  | ↘35 914 | ↗38 366 | ↘32 610 | ↘30 364 | ↘28 841 | ↘26 089 |
| 2009    | 2010    | 2011    | 2012    | 2013    | 2014    | 2015    |
| ↘25 741 | ↗27 018 | ↘26 892 | ↘26 374 | ↘25 867 | ↘25 356 | ↘24 852 |
| 2016    | 2017    |         |         |         |         |         |
| ↘24 500 | ↘24 124 |         |         |         |         |         |